# Zandronum
Zandronum (tidigare Skulltag) är en source port till Doom och gör det möjligt att spela Doom Engine-spel såsom Doom I, Doom II, Heretic eller Hexen med eller utan egna moddar (WADs), speltyper som bland annat capture the flag, team deathmatch, last man standing och surviving samt nya spelarmodeller och OpenGL-grafik över internet.